# Barleria glutinosa
Barleria glutinosa är en akantusväxtart som beskrevs av Champl.. Barleria glutinosa ingår i släktet Barleria och familjen akantusväxter. Inga underarter finns listade i Catalogue of Life.